# Ringgenberg
Ringgenberg es una comuna suiza del cantón de Berna, situada en el distrito administrativo de Interlaken-Oberhasli. Limita al norte con la comuna de Habkern, al este con Niederried bei Interlaken y el lago de Brienz, al sur con Bönigen e Interlaken, y al oeste con Unterseen.
Hasta el 31 de diciembre de 2009 situada en el distrito de Interlaken.